# La casa del amor
La casa del amor es una película cómica argentina, protagonizada por Jorge Porcel, Zulma Faiad, Elena Lucena, Enrique Liporace, Vera Váldor, Juan Manuel Tenuta y Moria Casán que fue estrenada el 27 de septiembre de 1973.

## Reparto
- Jorge Porcel
- Zulma Faiad
- Elena Lucena
- Enrique Liporace
- Vera Váldor
- Juan Manuel Tenuta
- Moria Casán
- Pablo Palitos
- Osvaldo Canónico
- Carlos Fioriti
- Oscar Villa